# Doryopteris cordifolia
Doryopteris cordifolia är en kantbräkenväxtart som först beskrevs av Bak., och fick sitt nu gällande namn av Friedrich Ludwig Diels. Doryopteris cordifolia ingår i släktet Doryopteris och familjen Pteridaceae. Inga underarter finns listade.